# Cyclemys enigmatica
La tartaruga foglia enigmatica (Cyclemys enigmatica Fritz, Guicking, Auer, Sommer, Wink & Hundsdörfer, 2008) è una specie di tartaruga della famiglia dei Geoemididi.

## Descrizione
Il carapace (massimo 230 mm) è ovoidale e appiattito con il margine posteriore debolmente dentato e con una carena vertebrale. La colorazione di fondo è marrone scuro, spesso con variegature rossastre; il pattern a raggi neri sugli scuti dorsali, quando presente, è ancora visibile negli individui sub-adulti, ma tende a svanire con la completa maturità. Il piastrone, da marrone scuro a nero (marrone chiaro-giallastro con macchie più scure negli immaturi), presenta un'intaccatura sugli scuti anali (l'angolo formato è ottuso) e una divisione secondaria degli scuti addominali visibile negli esemplari adulti; possono essere presenti raggi nero scuro, più o meno evidenti, sugli scuti del piastrone. Anche il ponte è del tutto marrone o nerastro. La testa e il collo (gola compresa) sono scuri e mancano di striature anche negli individui giovani; la sommità della testa è tipicamente color rame-marrone uniforme.

## Distribuzione e habitat
L'areale include la punta della penisola indocinese (Malesia Occidentale e Singapore) e le Grandi Isole della Sonda (Giava, Sumatra e Borneo). È una specie semi-acquatica.